# Pseudorhombus russellii
Pseudorhombus russellii is een straalvinnige vissensoort uit de familie van schijnbotten (Paralichthyidae). De wetenschappelijke naam van de soort is voor het eerst geldig gepubliceerd in 1834 door Gray.